# Rhinocricus gorontalensis
Rhinocricus gorontalensis är en mångfotingart som beskrevs av Carl 1912. Rhinocricus gorontalensis ingår i släktet Rhinocricus och familjen Rhinocricidae. Inga underarter finns listade i Catalogue of Life.